# Aïn Arnat (distrito)
Aïn Arnat é um distrito localizado na província de Sétif, Argélia.[carece de fontes?] Sua capital é a cidade de mesmo nome.

## Comunas
O distrito está dividido em quatro comunas:
- Aïn Arnat
- Aïn Abessa
- El Ouricia
- Mezloug